# جين مارتن
جين مارتن (بالإنجليزية: Jane Martin)‏ هي كاتبة مسرحية وكاتِبة أمريكية، ولدت في 23 مارس 1955.

## وصلات خارجية
- جين مارتن على موقع قاعدة بيانات برودواي على الإنترنت (الإنجليزية)